# Tetronarce puelcha
Tetronarce puelcha (лат.) — вид скатов из семейства гнюсовых отряда электрических скатов. Это хрящевые рыбы, ведущие донный образ жизни, с крупными, уплощёнными грудными и брюшными плавниками, образующими диск, коротким и толстым хвостом, двумя спинными плавниками и хорошо развитым хвостовым плавником. Подобно прочим представителям своего семейства способны генерировать электрический ток. Обитают в юго-восточной части Атлантического океана на глубине около 600 м. Максимальная зарегистрированная длина 104 см. Размножаются яйцеживорождением. Не представляют интереса для коммерческого рыболовства. 

## Таксономия
Впервые новый вид был описан в 1926 году как Torpedo puelcha. Этимология видового названия не выяснена. Некоторые виды животных, обитающих в Аргентине, также носят название puelcha, например, двустворчатые моллюски, возможно, это связано с названием народа пуэльче, населявшего центральную Аргентину до прихода европейцев. В 1982 году было сделано повторное описание вида и проведено его сравнение с чёрным электрическим скатом. 

## Ареал
Tetronarce puelcha обитают в юго-восточной части Атлантического океана у побережья Аргентины, Бразилии и Уругвая. Они встречаются на континентальном шельфе и материковом склоне на глубине около 600 м, в целом, в водах Аргентины и Бразилии они предпочитают держаться глубже.

## Описание
Грудные плавники этих скатов формируют почти овальный диск. По обе стороны головы сквозь кожу проглядывают электрические парные органы в форме почек. Позади маленьких глаз расположены брызгальца. На нижней стороне диска расположены пять пар жаберных щелей.
Хвост короткий и толстый, оканчивается небольшим треугольным хвостовым плавником. Два небольших спинных плавника сдвинуты к хвосту. Максимальная зарегистрированная длина 104 см.

## Биология
Подобно прочим представителям своего отряда Tetronarce puelcha способны генерировать электричество. Они размножаются яйцеживорождением. Самцы и самки достигают половой зрелости при длине 60 и 65 см соответственно.

## Взаимодействие с человеком
Tetronarce puelcha не представляют интереса для коммерческого рыболовства. В качестве прилова они регулярно попадаются при коммерческом донном промысле. Пойманных рыб выбрасывают за борт. Международный союз охраны природы присвоил виду охранный статус «Находящийся на грани полного исчезновения».